# Khor Angar

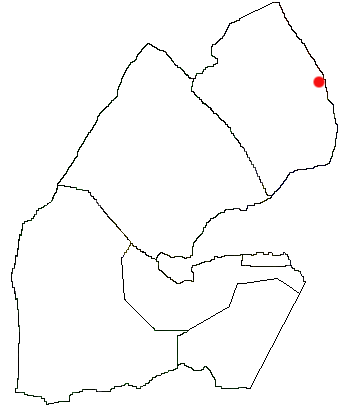
Khor Angars läge i Djibouti.

Khor Angar är en stad i regionen Obock i den östafrikanska staten Djibouti.